# Duron Harmon
Duron Harmon (* 24. Januar 1991 in Magnolia, Delaware) ist ein US-amerikanischer American-Football-Spieler auf der Position des Safeties. Er spielte in der National Football League (NFL) für die New England Patriots, mit denen er dreimal den Super Bowl gewann, und die Detroit Lions, die Atlanta Falcons, die Las Vegas Raiders sowie die Chicago Bears. Zuletzt stand er bei den Cleveland Browns unter Vertrag.

## Frühe Jahre
Harmon besuchte die Caesar Rodney High School in Camden, Delaware. Dort spielte er in der Footballmannschaft. Nach seinem Highschoolabschluss erhielt er ein Stipendium der Rutgers University, für die er von 2009 bis 2012 spielte. Dort wurde er direkt in seinem ersten Jahr zum Stammspieler. Er kam in insgesamt 50 Spielen zum Einsatz und verzeichnete dabei 129 Tackles, 6 Interceptions. Zusätzlich konnte er insgesamt 3 Touchdowns nach Interceptions und Fumbles erzielen. Mit seinem Team konnte er 2009 den St. Petersburg Bowl, 2011 den New Era Pinstipe Bowl und 2012 die Big East Conference gewinnen. Zusätzlich wurde Harmon 2012 ins First-Team All-Big East berufen.

## NFL

### New England Patriots
Beim NFL-Draft 2013 wurde Harmon in der 3. Runde an 91. Stelle von den New England Patriots ausgewählt. Zu Saisonbeginn war er der Backup für Steve Gregory. Sein NFL-Debüt gab er am 2. Spieltag der Saison 2013 beim 13:10-Sieg gegen die New York Jets. Dabei konnte er einen Tackle verzeichnen. In seiner ersten Saison wurde Harmon vermehrt in den Special Teams, aber auch vereinzelt in der Defense eingesetzt. Am 8. Spieltag der Saison konnte er beim 27:17-Sieg gegen die Miami Dolphins seine erste NFL-Interception von Quarterback Ryan Tannehill fangen, am darauffolgenden Spieltag fing er direkt seine zweite, diesmal beim 55:31-Sieg gegen die Pittsburgh Steelers von Quarterback Ben Roethlisberger. Daraufhin stand er am 11. Spieltag bei der 20:24-Niederlage gegen die Carolina Panthers das erste Mal in der Startformation der Patriots. Am 12. Spieltag stand er erneut in der Startformation der Patriots und konnte beim 34:31-Sieg gegen die Denver Broncos 11 Tackles verzeichnen. Bei diesem Spiel erreichte er zum ersten Mal in seiner NFL-Karriere eine zweistellige Anzahl Tackles, nämlich 11. Dies ist bis dato seine Karrierehöchstleistung. Nachdem die Patriots 12 Spiele gewinnen konnten und nur 4 verloren, qualifizierten sie sich für die Playoffs. Dort gab Harmon beim 43:22-Sieg gegen die Indianapolis Colts sein Debüt. Allerdings schieden die Patriots im darauffolgenden AFC Championship Game gegen die Denver Broncos mit 16:26 aus.
Nach seiner erfolgreichen Rookie-Saison blieb Harmon auch 2014 nur Backup auf der Position des Safeties, diesmal hinter Patrick Chung. Am 15. Spieltag beim 41:13-Sieg gegen die Miami Dolphins verzeichnete er erneut eine Interception von Ryan Tannehill. Auch in diesem Jahr gewannen die Patriots 12 Spiele und qualifizierten sich für die Playoffs. Beim 35:31-Sieg gegen die Baltimore Ravens in der 2. Runde konnte Harmon sein erstes Tackle sowie seine erste Interception in den Playoffs von Quarterback Joe Flacco verzeichnen. Nach einem weiteren Sieg gegen die Indianapolis Colts im AFC Championship Game qualifizierten sie sich für Super Bowl XLIX, den sie auch mit 28:24 gegen die Seattle Seahawks gewinnen konnten. Harmon kam bei dem Spiel zwar kaum zum Einsatz, nichtsdestotrotz war dies sein erster Super-Bowl-Sieg.
Auch in den folgenden Jahren blieb Harmon meist als 3. Safety nur Backup für die Patriots und kam nur gelegentlich zu Einsätzen in der Startformation. Im Jahr 2017 konnte er mit den Patriots erneut den Super Bowl gewinnen, diesmal mit 34:28 gegen die Atlanta Falcons in Overtime, der Super Bowl im folgenden Jahr gegen die Philadelphia Eagles wurde allerdings verloren. In beiden Spielen stand Harmon in der Startformation. Am 15. Spieltag der Saison 2018 bei der 10:17-Niederlage gegen die Pittsburgh Steelers konnte Harmon zum ersten Mal in seiner Karriere 2 Interceptions in einem Spiel fangen, beide von Ben Roethlisberger. Auch nach der Saison 2018 qualifizierten sich die Patriots für die Playoffs, und nach Siegen gegen die Los Angeles Chargers und die Kansas City Chiefs auch für Super Bowl LIII, der mit 13:3 gegen die Los Angeles Rams gewonnen wurde. Es war Harmons 3. Sieg im 4. Super Bowl. In der Saison 2019 kam Harmon regelmäßiger zum Einsatz, gegen Ende der Saison auch zumeist in der Startformation. Am 5. Spieltag der Saison 2019 bestritt Harmon beim 33:7-Sieg gegen die Washington Redskins sein 100. Spiel in der Liga. Insgesamt kam Harmon in 7 Jahren für die Patriots in 111 Spielen zum Einsatz, dazu kommen 17 in den Playoffs. Er verzeichnete 190 Tackles und 21 Interceptions.

### Detroit Lions
Am 18. März 2020 wurde Harmon zusammen mit einem Siebtrundendraftpick im NFL-Draft 2020 im Austausch gegen einen Fünftrundendraftpick, der ursprünglich den Seattle Seahawks gehörte, zu den Detroit Lions getradet. Dort war er in der Saison 2020 Stammspieler in der Startformation, das erste Mal seiner Karriere. Sein Debüt gab er bei der 23:27-Niederlage gegen die Chicago Bears am 1. Spieltag. Am 3. Spieltag konnte er beim 26:23-Sieg gegen die Arizona Cardinals seine erste Interception für sein neues Team verzeichnen, diesmal von Kyler Murray. Am 15. Spieltag konnte er bei der 25:46-Niederlage gegen die Tennessee Titans 10 Tackles verzeichnen, damit erreichte er zum zweiten Mal in seiner Karriere eine zweistellige Anzahl Tackles. Insgesamt spielte er in der Saison 2020 bei fast jedem Snap und war ein wichtiger Bestandteil der Defense. Nach Saisonende wurde er ein Free Agent.

### Atlanta Falcons
Im April 2021 unterschrieb Harmon einen Einjahresvertrag bei den Atlanta Falcons. Dort wurde er auf Anhieb Stammspieler in der Defense und nahm daneben eine Mentorrolle für Rookie Richie Grant. Sein Debüt gab er am 1. Spieltag der Saison 2021 bei der 6:32-Niederlage gegen die Philadelphia Eagles, bei der er insgesamt sieben Tackles verzeichnen konnte. Seine erste Interception für sein neues Team fing er am 12. Spieltag beim 21:14-Sieg gegen die Jacksonville Jaguars von deren Quarterback Trevor Lawrence. Insgesamt kam Harmon in der Saison in allen 17 Saisonspielen als Starter zum Einsatz und war fester Bestandteil der Defense der Falcons.

### Las Vegas Raiders
Im März 2022 nahmen die Las Vegas Raiders Harmon unter Vertrag. Er war in 16 Spielen bei den Raiders Starter und verzeichnete 86 Tackles, zwei Interceptions und zwei erzwungene Fumbles. Mit Ablauf der Saison endete jedoch auch sein Vertrag in Las Vegas und er wurde ein Free Agent.

### Baltimore Ravens
Am 12. September 2023 nahmen die Las Vegas Raiders Harmon für ihren Practice Squad unter Vertrag.

### Chicago Bears
Am 3. Oktober 2023 nahmen die Chicago Bears Harmon in ihren aktiven Kader auf. Er kam in drei Spielen zum Einsatz, davon einmal am Starter. Am 8. November 2023 wurde Harmon entlassen.

### Cleveland Browns
Wegen der Verletzung ihres Cornerbacks Rodney McLeod nahmen die Cleveland Browns den Veteranen am 22. November 2023 für ihren Practice Squad unter Vertrag. Nachdem er anfangs noch im Practice Squad verblieb, wurde er Mitte Dezember in den aktiven Kader der Browns befördert und kam in den letzten vier Saisonspielen zum Einsatz. Am 16. Spieltag konnte er beim 36:22-Sieg gegen die Houston Texans eine Interception von Case Keenum fangen. Am letzten Spieltag, einer 14:31-Niederlage gegen die Cincinnati Bengals, konnte er einen Sack an Quarterback Jake Browning verzeichnen. Es war sein erster Sack in der NFL. Da die Browns in der Saison 11 Spiele gewannen, konnte sich Harmon mit seinem Team zum ersten Mal seit seinem Ausscheiden bei den Patriots für die Playoffs qualifizieren. Dort kam er bei der 14:45-Niederlage gegen die Houston Texans auch zum Einsatz und konnte einen Tackle verzeichnen, das Ausscheiden der Browns jedoch nicht verhindern. Nach der Saison wurde Harmon erneut ein Free Agent.

## Karrierestatistiken
| Legende | Legende            |
| ------- | ------------------ |
|         | Super-Bowl-Sieg    |
| Fett    | Karrierehöchstwert |

### Regular Season
| Saison                             | Team             | Spiele | Spiele  | Tackles | Tackles | Tackles | Tackles | Tackles | Interceptions | Interceptions | Interceptions | Interceptions | Interceptions | Interceptions | Fumbles | Fumbles | Fumbles |
| Saison                             | Team             | Gesamt | Starter | Gesamt  | Solo    | Assist  | Sack    | Safety  | PD            | Int           | Yards         | Avg           | Lang          | TD            | FF      | FR      | TD      |
| ---------------------------------- | ---------------- | ------ | ------- | ------- | ------- | ------- | ------- | ------- | ------------- | ------------- | ------------- | ------------- | ------------- | ------------- | ------- | ------- | ------- |
| 2013                               | Patriots         | 15     | 3       | 31      | 24      | 7       | 0,0     | 0       | 4             | 2             | 44            | 22,0          | 42            | 0             | 0       | 0       | 0       |
| 2014                               | Patriots         | 16     | 0       | 12      | 8       | 4       | 0,0     | 0       | 1             | 1             | 60            | 60,0          | 60            | 0             | 0       | 1       | 0       |
| 2015                               | Patriots         | 16     | 5       | 20      | 14      | 6       | 0,0     | 0       | 5             | 3             | 50            | 16,7          | 30            | 0             | 0       | 0       | 0       |
| 2016                               | Patriots         | 16     | 4       | 29      | 24      | 5       | 0,0     | 0       | 2             | 1             | 0             | 0,0           | 0             | 0             | 1       | 1       | 0       |
| 2017                               | Patriots         | 16     | 3       | 23      | 16      | 7       | 0,0     | 0       | 7             | 4             | 12            | 3,0           | 12            | 0             | 0       | 0       | 0       |
| 2018                               | Patriots         | 16     | 6       | 38      | 32      | 6       | 0,0     | 0       | 4             | 4             | 0             | 0,0           | 0             | 0             | 0       | 1       | 0       |
| 2019                               | Patriots         | 16     | 8       | 22      | 19      | 3       | 0,0     | 0       | 5             | 2             | 27            | 13,5          | 27            | 0             | 0       | 0       | 0       |
| 2020                               | Lions            | 16     | 16      | 73      | 54      | 19      | 0,0     | 0       | 5             | 2             | 22            | 11,0          | 21            | 0             | 0       | 0       | 0       |
| 2021                               | Falcons          | 17     | 17      | 67      | 44      | 23      | 0,0     | 0       | 5             | 2             | -1            | -0,5          | 0             | 0             | 0       | 0       | 0       |
| 2022                               | Raiders          | 17     | 16      | 86      | 63      | 23      | 0,0     | 0       | 5             | 2             | 86            | 43,0          | 73            | 1             | 2       | 0       | 0       |
| 2023                               | Bears            | 3      | 1       | 6       | 5       | 1       | 0,0     | 0       | 0             | 0             | 0             | 0,0           | 0             | 0             | 0       | 0       | 0       |
| 2023                               | Browns           | 4      | 0       | 16      | 13      | 3       | 1,0     | 0       | 2             | 1             | 0             | 0,0           | 0             | 0             | 0       | 0       | 0       |
| Gesamte Karriere                   | Gesamte Karriere | 168    | 79      | 423     | 316     | 107     | 1,0     | 0       | 45            | 24            | 301           | 12,5          | 73            | 1             | 3       | 3       | 0       |
| Quelle: pro-football-reference.com |                  |        |         |         |         |         |         |         |               |               |               |               |               |               |         |         |         |

### Postseason
| Saison                             | Team             | Spiele | Spiele  | Tackles | Tackles | Tackles | Tackles | Tackles | Interceptions | Interceptions | Interceptions | Interceptions | Interceptions | Interceptions | Fumbles | Fumbles | Fumbles |
| Saison                             | Team             | Gesamt | Starter | Gesamt  | Solo    | Assist  | Sack    | Safety  | PD            | Int           | Yards         | Avg           | Lang          | TD            | FF      | FR      | TD      |
| ---------------------------------- | ---------------- | ------ | ------- | ------- | ------- | ------- | ------- | ------- | ------------- | ------------- | ------------- | ------------- | ------------- | ------------- | ------- | ------- | ------- |
| 2013                               | Patriots         | 2      | 0       | 0       | 0       | 0       | 0,0     | 0       | 0             | 0             | 0             | 0,0           | 0             | 0             | 0       | 0       | 0       |
| 2014                               | Patriots         | 3      | 0       | 1       | 1       | 0       | 0,0     | 0       | 1             | 1             | 0             | 0,0           | 0             | 0             | 0       | 0       | 0       |
| 2015                               | Patriots         | 2      | 2       | 0       | 0       | 0       | 0,0     | 0       | 1             | 0             | 0             | 0,0           | 0             | 0             | 0       | 0       | 0       |
| 2016                               | Patriots         | 3      | 3       | 6       | 3       | 3       | 0,0     | 0       | 1             | 1             | 31            | 31,0          | 31            | 0             | 0       | 0       | 0       |
| 2017                               | Patriots         | 3      | 1       | 6       | 4       | 2       | 0,0     | 0       | 1             | 1             | 8             | 8,0           | 8             | 0             | 0       | 0       | 0       |
| 2018                               | Patriots         | 3      | 0       | 0       | 0       | 0       | 0,0     | 0       | 0             | 0             | 0             | 0,0           | 0             | 0             | 0       | 0       | 0       |
| 2019                               | Patriots         | 1      | 0       | 2       | 2       | 0       | 0,0     | 0       | 1             | 1             | 0             | 0,0           | 0             | 0             | 0       | 0       | 0       |
| 2023                               | Browns           | 1      | 0       | 1       | 1       | 0       | 0,0     | 0       | 0             | 0             | 0             | 0,0           | 0             | 0             | 0       | 0       | 0       |
| Gesamte Karriere                   | Gesamte Karriere | 18     | 6       | 16      | 11      | 5       | 0,0     | 0       | 5             | 4             | 39            | 9,8           | 31            | 0             | 0       | 0       | 0       |
| Quelle: pro-football-reference.com |                  |        |         |         |         |         |         |         |               |               |               |               |               |               |         |         |         |